# Fun to Be Fooled
Fun to Be Fooled ist ein Popsong, den Harold Arlen (Musik), Ira Gershwin und E. Y. Harburg (Text) verfassten und 1934 veröffentlichten.

## Hintergrund
Arlen, Gershwin und Harburg schrieben Fun to Be Fooled für die Broadway-Show Life begins at 8:40. Arlen komponierte Fun to Be Fooled als einen Quasi-Torch Song; der Titel des Songs greift einen damals populären Slogan einer Zigarettenwerbung auf (It's Fun to Be Fooled / but It's More Fun to Know), der 1934 in den Vereinigten Staaten zu einer bekannten Redewendung wurde. Nach Ansicht von Alec Wilder war die Ballade der bedeutendste Song der Show, nicht zuletzt wegen Arlens unkonventionellen Touch und den 44-taktigen Chorus des Songs. In Arlens Fun To Be Fooled hört man – in Grundtonart G-Dur – den reichlichen Gebrauch von Blue Notes, der ein intensiviertes Bluesgefühl ergibt.

## Erste Aufnahmen und spätere Coverversionen
Zu den Musikern, die den Song ab 1934 coverten, gehörten Henry King and his Orchestra (Columbia 2941-D) und das Dorsey Brothers Orchestra (Decca, mit Bob Crosby, Gesang).
Der Diskograf Tom Lord listet im Bereich des Jazz insgesamt 22 (Stand 2015) Coverversionen des Songs, u. a. ab 1942 von Lee Wiley/Eddie Condon, Bobby Short, Ann Gilbert/Elliot Lawrence Orchestra, Jackie Paris (Sings the Lyrics of Ira Gershwin, 1960), Barbara Lea (Remembering Lee Wiley, 1976), Mabel Mercer, Teddi King,  Julie Wilson (Sings the Harold Arlen Songbook, 1976), Nancy Harrow, Richard Rodney Bennett, Marlene VerPlanck und Annie Ross (Let Me Sing, 2005, u. a. mit Warren Vaché und Bucky Pizzarelli). Auch Sänger wie Tony Bennett und Johnny Mathis hatten den Popsong in ihrem Repertoire.